# 清田村 (愛知県)
清田村（きよたむら）は、愛知県渥美郡にあった村である。
現在の田原市の一部（高木町・古田町・折立町・長沢町・山田町(旧福江町山田など）に該当する。

## 歴史
- 1889年（明治22年）10月1日 - 高木村、山田村、古田村が合併し、清田村が発足。
- 1906年（明治39年）7月16日 - 福江町、中山村と合併し、改めて福江町が発足。同日清田村は廃止。